# Netstat

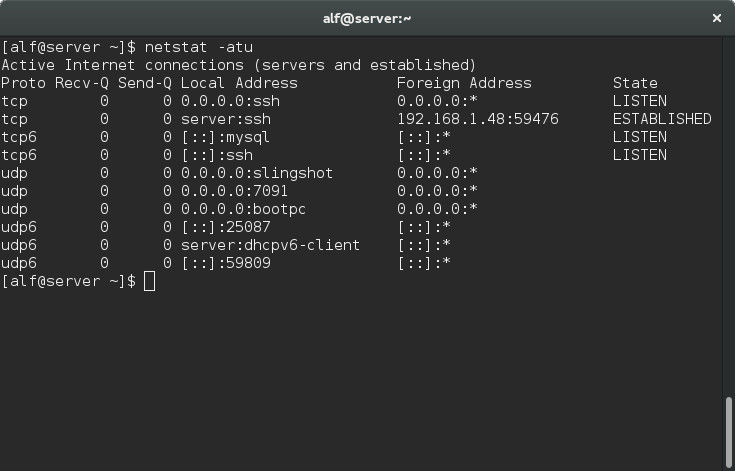
Screenshot

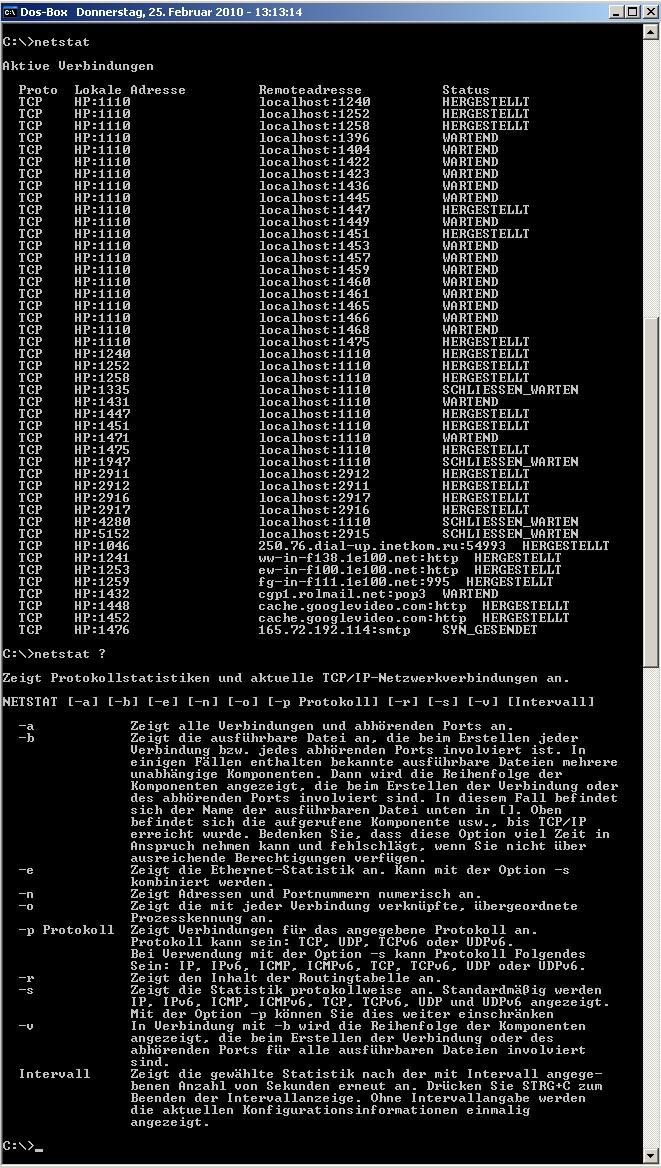
Screenshot Dos-Box Windows XP

Netstat (engl. network statistics „Netzwerkstatistiken“) ist ein Kommandozeilenprogramm, das Protokollstatistiken und aktuelle Rechnernetzverbindungen anzeigt.

## Geschichte
Netstat tauchte 1983 zum ersten Mal bei der Einführung von TCP/IP in 4.2 BSD auf. Für das 1991 entwickelte Linux wurde netstat ebenso implementiert. Das 1993 veröffentlichte Windows 3.11 konnte mit einer nachzuinstallierenden Erweiterung ebenfalls mit TCP/IP kommunizieren und bekam so ebenfalls eine Implementierung des netstat-Befehls. Alle netstat-Implementationen sind zwar relativ ähnlich in der Funktionalität, jedoch unterscheiden sich deren Parameter sowie deren Ausgabe ein wenig. Unter Linux gilt netstat als veraltet und sollte durch Verwendung von ss und ip ersetzt werden.

## Anwendung
Mit diesen Statistiken kann man herausfinden, welche Ports geöffnet sind oder welche Verbindungen zu entfernten Rechnern bestehen. Für bestehende Verbindungen lässt sich unter anderem die Adresse der Gegenstelle ablesen.
Unter Umständen kann man damit auch herausfinden, ob der Computer mit einem Backdoor-Programm infiziert ist. Ein unbekannter geöffneter Port oder eine unbekannte IP-Adresse sind Hinweise auf eine mögliche Infektion. Das ist jedoch nur aussagekräftig, wenn andere Programme, z. B. ein Webbrowser, vorher beendet werden, da sie auch häufig Verbindungen zu Rechnern mit nicht bekannten IP-Adressen aufbauen.
Netstat ist ein Kommandozeilenprogramm ohne graphische Benutzeroberfläche. Es gibt aber Programme, die netstat-Statistiken grafisch darstellen, z. B. TCPView von Sysinternals.
Es ist für Unix und Unix-Derivate verfügbar und auch in Windows- oder Mainframe-Systemen standardmäßig integriert, die Syntax unterscheidet sich jedoch.
Netstat kann alle Verbindungen und abgehörten Ports anzeigen. Die Verbindungen werden primär nach Protokollen geordnet. Dabei wird nach TCP und UDP unterschieden. Daneben finden sich lokale und Remote-Adresse/Portnummer sowie Status.
Auch lässt sich die mit jeder Verbindung verknüpfte, übergeordnete Prozesserkennung darstellen.
Als Sicherheitssoftware birgt netstat auch Missbrauchspotential durch Hacker (z. B. Identifikation offener Ports).